# 白石头乡
白石头乡，是中华人民共和国新疆维吾尔自治区哈密市伊州区下辖的一个乡镇级行政单位。

## 行政区划
白石头乡下辖以下地区：
白石头村、口门子村、塔水村和牧场村。